# جان آدامز (متخصص آموزش و پرورش)
سر جان آدامز (۱۸۵۷–۱۹۳۴) ‏ (به انگلیسی: Sir John Adams) شوالیه و متخصص آموزش و پرورش از اسکاتلند بود. او اولین رئیس مؤسسه آموزش UCL بود و بعد از مدتی تدریس در مدارس اسکاتلند به استادی آموزش و پرورش در دانشگاه لندن برگزیده شد.

## آثار
- کاربرد روانشناسی هربارت در تربیت (۱۸۹۷)
- تکامل تئوری تربیت (۱۹۱۲)
- تدریس جدید (۱۹۱۸)
- گستره‌های نو در عمل تربیتی (۱۹۲۲)